# Bolgo
Bolgo ist ein vom Aussterben bedrohtes Mitglied der Bua-Sprachen in Tschad. Die Sprache wird in den Orten Koya, Boli, Gagne und Bedi südöstlich von Melfi von über 1.800 Menschen gesprochen.
Es hat zwei Hauptdialekte, den Bolgo Werel um Daguela und den Bolgo Mengo um Aloa-Niagara, sowie einen Dialekt, der Bolgo Bormo genannt wird. Die Hauptdialekte werden auch Bolgo Dugag und Bolgo Kubar ("kleines" und "großes" Bolgo) genannt. Großes Bolgo wird im Norden gesprochen, eingegrenzt von der Sprache Mogum und Saba; kleines Bolgo wird im Süden gesprochen, eingegrenzt von der eng verwandten Sprache Koke sowie Tschadisch-Arabisch.
Die typische Wortstellung ist Subjekt-Verb-Objekt, Nomen–Adjektiv, Aspekt-Verb, Possessor–Possessierter. Es gibt kein echtes Plural, aber -gi dient als kollektiver Marker. Das Verb wird mit ta negatiert, platziert am Ende des Satzes.
Sprachbeispiele:
- in-nāṇ rīm nāṇ n'ini (gib-mir Wasser ich trinke), "Gib mir Wasser zum trinken"
- ibéri koko ao léti (Mann heiratet Frau zwei), "der Mann heiratete zwei Frauen".